# Episodi di Still Standing (quarta stagione)
La quarta stagione della serie televisiva Still Standing è andata in onda negli Stati Uniti d'America dal 21 settembre 2005 all'8 marzo 2006 sul canale CBS. In Italia è in onda dal 26 febbraio 2008 su Italia 1. L'ultimo episodio della serie è andato in onda solo su Iris.
| nº | Titolo originale         | Titolo italiano          | Prima TV USA      | Prima TV Italia  |
| -- | ------------------------ | ------------------------ | ----------------- | ---------------- |
| 1  | Still Losin' It          | Bentornato Brian!        | 21 settembre 2005 | 26 febbraio 2008 |
| 2  | Still Using              | Il rispondometro         | 28 settembre 2005 | 27 febbraio 2008 |
| 3  | Still Selling Out        | Il vicino di casa        | 5 ottobre 2005    | 27 febbraio 2008 |
| 4  | Still Beauty & the Geek  | Corso di guida sicura    | 12 ottobre 2005   | 28 febbraio 2008 |
| 5  | Still Irresponsible      | Aiuto Kyle!              | 19 ottobre 2005   | 28 febbraio 2008 |
| 6  | Still Aging              | I miei primi 40 anni     | 2 novembre 2005   | 29 febbraio 2008 |
| 7  | Still Bill Vol. 1        | Bill & Billy             | 9 novembre 2005   | 29 febbraio 2008 |
| 8  | Still the Fun One        | Una coppia di amici      | 23 novembre 2005  | 3 marzo 2008     |
| 9  | Still Avoiding Christmas | Un Natale diverso        | 14 dicembre 2005  | 3 marzo 2008     |
| 10 | Still a Team             | L'inganno                | 11 gennaio 2006   | 4 marzo 2008     |
| 11 | Still Sweet              | La festa di Lauren       | 18 gennaio 2006   | 4 marzo 2008     |
| 12 | Still Decorating         | Una casa da arredare     | 25 gennaio 2006   | 5 marzo 2008     |
| 13 | Still Flunking           | Il muro della promozione | 1º febbraio 2006  | 5 marzo 2008     |
| 14 | Still Out of the Loop    | Tana per Lauren!         | 15 febbraio 2006  | 6 marzo 2008     |
| 15 | Still Eighteen           | Buon compleanno, Brian   | 22 febbraio 2006  | 6 marzo 2008     |
| 16 | Still Saying I Love You  | Ho vinto una macchina!   | 22 febbraio 2006  | 7 marzo 2008     |
| 17 | Still Coaching           | Alleno mia figlia!       | 1º marzo 2006     | 7 marzo 2008     |
| 18 | Still Bad                | L'invito a cena          | 1º marzo 2006     | 10 marzo 2008    |
| 19 | Still Deceitful          | Un ricco bugiardo        | 8 marzo 2006      | 10 marzo 2008    |
| 20 | Still Graduating         | La stanza di Brian       | 8 marzo 2006      | 2 aprile 2008    |